# Tony Rampton
Anthony Brian Rampton, detto Tony (New Plymouth, 30 maggio 1976), è un ex cestista e allenatore di pallacanestro neozelandese.

## Carriera
Con la Nuova Zelanda ha disputato due edizioni dei Giochi olimpici (Sydney 2000, Atene 2004), i Campionati mondiali del 2006 e tre edizioni dei Campionati oceaniani (2003, 2005, 2007).